# Hunt Reefs
Hunt Reefs är ett rev på Stora barriärrevet i Australien. Det ligger cirka 130 km nordost om Mackay i delstaten Queensland.